# Antoine Herbez
 (mai 2025).
Motif : La notoriété semble très faible. Du moins aucune source secondaire pour la démontrer.
- Archive Wikiwix
- Bing
- Cairn
- DuckDuckGo
- E. Universalis
- Gallica
- Google
- G. Books
- G. News
- G. Scholar
- Persée
- Qwant
- (zh) Baidu
- (ru) Yandex
- (wd) trouver des œuvres sur Wikidata

| 1. | Préciser le motif de la pose du bandeau. | Précisez le motif de la pose du bandeau en utilisant la syntaxe suivante : {{admissibilité à vérifier\|date=août 2025\|motif=remplacez ce texte par le motif}}                      |
| 2. | Informer les utilisateurs concernés.     | Pensez à avertir le créateur de l'article, par exemple, en insérant le code ci-dessous sur sa page de discussion : {{subst:avertissement admissibilité à vérifier\|Antoine Herbez}} |

 (avril 2020).
Antoine Herbez, né à Abidjan en Côte d'Ivoire, est un acteur, metteur en scène, auteur, adaptateur et formateur français. 
En 2000, il crée la Compagnie Ah.

## Biographie
Il entame ainsi une carrière d'acteur de théâtre et tourne également beaucoup, surtout pour la télévision.
Très rapidement, il devient metteur en scène en dirigeant deux troupes, l'une avec laquelle il monte des auteurs comme Shakespeare (La Nuit des rois) ou Goldoni (Les Rustres), et une autre avec laquelle il crée une dizaine de spectacles en écriture collective.
En 2000, désireux d'une structure dans laquelle il peut recentrer et continuer à définir son travail, il crée la Compagnie Ah.
Avec Un Songe d'une nuit d'été, d'après Shakespeare et Purcell, il affirme son goût pour les arts croisés, autre forme de métissage : la musique, le chant, la danse, le langage du corps en général, tout lui devient nécessaire et vital sur un plateau.
Entre 2009 et 2013, il prend la direction artistique d'une Compagnie datant de plus de 25 ans, Ecla Théâtre. Il en rénove l'esthétique générale avec le graphiste Michel Bouvet, en redéfinit certains des objectifs et s'y adjoint de jeunes artistes qui y donnent et lui apportent une nouvelle dynamique.
En 2013, il est de nouveau de plain-pied dans la compagnie Ah.
Antoine Herbez écrit et adapte pour le théâtre. 
En outre, il a aussi écrit un livre de cuisine publié chez Albin Michel.
Il donne de nombreux stages de pratique théâtrale, a créé en 2002 le nouveau département Actorat de l'École internationale de création audiovisuelle et de réalisation (EICAR), conçoit de nombreux projets d’action culturelle, initie des partenariats sur le terrain (comme la Salle Gérard-Philipe de Bonneuil-sur-Marne et intervient depuis 2014 comme enseignant vacataire en théâtre à l'université Paris-Dauphine (Magistère BFA et IGP)[réf. nécessaire].
Antoine Herbez est membre de l’association Rue du Conservatoire.
Il est également trésorier du SNMS, Syndicat National des Metteuses et Metteurs en scène.

## Théâtre

### Metteur en scène
- 1999 : La Nuit des Rois de Shakespeare - tournées
- 1999 : Les Rustres de Goldoni - tournées
- 2000 : La Colline aux Esprits - création collective - TMG, tournées
- 2001 : Contes de Travers - création collective - TMG, tournées
- 2002 : Très Créateur - création collective - TMG, tournées
- 2004 : Evasi(d)on Valentin - d’après Karl Valentin - tournées
- 2005-2006 : Les Pas Perdus de Denise Bonal - tournées
- 2005-2008 : Douze Hommes en colère de Reginald Rose - Avignon Off, tournées
- 2007-2011 : Baroufe à Chioggia de Carlo Goldoni  - Avignon Off, tournées, Théâtre ClavelParis, Théâtre du Gymnase Marie-Bell Paris
- 2008-2009 : Quand le monde était vert, ou la fable du chef indien de Sam Shepard et Joseph Chaikin - Avignon Off, Théâtre de la Manufacture des Abbesses Paris
- 2009-2013 : Les Fourberies de Scapin de Molière - Théâtre du Gymnase Marie-Bell Paris, tournées
- 2010-2012 : La Flûte enchantée de Mozart - Théâtre de la Porte Saint-Martin Paris, tournées
- 2012-2023 : Un Songe d'une nuit d’été d’après Shakespeare et Purcell (The Fairy Queen) – tournées, Théâtre 14 Paris, Avignon Off
- 2015 : Zoumourroud, l’esclave qui devint roi, d’après Les 1001 nuits – SGP Bonneuil-sur-Marne, Musée du Quai Branly
- 2018 : Arromanches de Daniel Besnehard – Chok Théâtre Saint-Etienne, Studio Hébertot Paris
- 2020-2022 : Désirada de Maryse Condé – L’Artchipel – Scène nationale de Guadeloupe - Avignon Off 2022
- 2021-2024 : Mamie Luger de Benoît Philippon – Salle Daquin La Ricamarie - Avignon Off 2022 - tournées
- 2023-2024 : Antar, prédestiné au néant, destiné au monde de Halima Hamdane - Chapiteau Shems'y Salé (Maroc) - MASA Abidjan - tournées

### Acteur
- 1985 : Mille francs de récompense de Victor Hugo, mise en scène Arlette Téphany, Théâtre de la Cité Universitaire, tournées
- 1986 : Qui A Peur De Virginia Woolf ? d’Edward Albee, mise en scène Daniel Romand, Comédie de Lorraine
- 1987 : Le Malade imaginaire de Molière, mise en scène Anne Raphael, Théâtre du Gymnase Marie-Bell Paris
- 1987 : Les Fourberies de Scapin de Molière, mise en scène Fabien Roy, Palais des Glaces Paris
- 1988 : Noces de sang de Federico Garcia Lorca, mis en scène Andonis Vouyoucas, Théâtre du Gyptis Marseille
- 1989 : L'Avare de Molière, mise en scène Patrick Pelloquet, Théâtre régional des Pays de Loire
- 1991 : Sud de Julien Green, mise en scène Romuald Sciora, Théâtre Andrésy
- 1999 : Dom Juan de Molière, mise en scène Jacques Ardouin, A.T.C.
- 2000 : Sous les murs de Troie de David Clair, mise en scène Guy Gravis, A.T.C.
- 2000 : La Mégère apprivoisée de William Shakespeare, mise en scène Mario Franceschi, A.T.C.
- 2000 : La Trilogie de la villégiature' de Carlo Goldoni, mise en scène Christophe Lidon, Festivals été (Angers, Ramatuelle, Sarlat …)
- 2000-2001 : 37 ans d’Antoine Herbez, mise en scène Pierre-Loup Rajot, C.D.C.R. Montreux Suisse, Théâtre Essaion Paris
- 2002 : Tant qu’il y aura des arbres de Bob Martet, mise en scène Jacques Decombe, Théâtre Sudden Paris
- 2003 : La Tempête de William Shakespeare, mise en scène Daniel Royan, A.T.C.
- 2006 : Premier Amour de Samuel Beckett, mise en scène Alexandra Royan, A.T.C., Avignon Off
- 2007 : Huis clos de Jean-Paul Sartre, mise en scène Alexandra Royan, A.T.C.
- 2008 : Les Brigands de Friedrich Von Schiller, mise en scène Daniel Royan, A.T.C.
- 2009-2012 : Œdipe de Voltaire,  mise en scène Jean-Claude Seguin, Comédie de Ferney, Avignon Off, Lucernaire Paris, tournées
- 2013 : À l’Homme qui m’a donné envie de Stéphane Clerget, mise en scène Gilles Valet, Théâtre Clavel Paris
- 2017-2019 : Les Misérables d’après Victor Hugo, mise en scène Manon Montel, Lucernaire Paris, Avignon Off, tournées
- 2021-2025 : Mamie Luger de Benoît Philippon – Salle Daquin La Ricamarie - Avignon Off 2022 - tournées

## Filmographie

### Cinéma
- 1986 : La Tête dans le sac de Gérard Lauzier
- 1994 : Montparnasse Pondichéry d’Yves Robert
- 2002 : Der Brief des Kosmonauten de Vladimir Torbica
- 2003 : Moi et mon blanc de Pierre Yaméogo
- 2006 : Testostérone de Pierre-Loup Rajot
- 2020 : 7 Minutes de Ricky Mastro

### Télévision
- 1985 : Master of the game - réal. Harvey Hart
- 1986 : Un carré de ciel - réal. Franz Peter Wirth
- 1989 : Tendresse et Passion - réal. Alain Lombardi et Gérard Espinasse
- 1990-1992 : Intrigues, mésaventures - réal. Jeanette Hubert, Marlène Bertin, Eric Le Hung, Philippe Gallardi, Catherine Coste, Alain Lombardi, Myriam Isker, Elise Durupt…
- 1991 : Fly by night - réal. Jean-Pierre Prévost
- 1992 : Charlemagne, le prince à cheval - réal. Clive Donner
- 1994 : Le maitre de chai, Les cinq dernières minutes - réal. Jean-Jacques Kahn
- 1994 : La brigade des anges - réal. Philippe Pouchain et Yves Riou
- 1995 : Un homme - réal. Robert Mazoyer
- 1996 : Family Matters (La Vie de famille) - réal. Richard Correll
- 1997 : Pour l’amour de Marie - réal. Claude Barrois
- 1997 : Nini - réal. Myriam Touzé
- 1997 : Chacun son tour - réal. Jean-Jacques Kahn
- 1998 : Heureusement qu’on s’aime - réal. David Delrieux
- 1998 : La dame noire - réal. Claude Barrois
- 2001 : Orages, Psy d’urgences - réal. Edwin Baily
- 2002 : P.J. - réal. Gérard Vergez
- 2008 : Le psy - réal. Luc Chalifour
- 2023 : In Her Car - réal. Eugen Tunick et Arkady Nepytaliuk

## Textes et adaptations

### Théâtre
- Comanche Cafe de William Hauptman - coadaptation avec Xavier Combe
- Les disparues (Missing) de Reza de Wet - adaptation
- 37 ans - théâtre 2000 [Éditions du Cygne)
- R.O.C. - comédie musicale 2004 (musique Jakob Vinje)
- Un Songe d'une nuit d'été d’après Shakespeare et Purcell - adaptation 2012
- Zoumourroud, l'esclave qui devint roi - coécrit avec Halima Hamdane - 2015
- Tempêtes d'après Shakespeare et Purcell - adaptation 2017
- La Beauté du Diable d'après le film de René Clair - théâtre 2017
- Une femme, Shahrazad - coécrit avec Halima Hamdane - théâtre 2018
- Monstre toi-même, ou John ou Joseph ou Homme ou Éléphant ou ... - théâtre 2025

### Divers
- Le Bloc - Dana, rock star - Vacances inoubliables - pièces radiophoniques (France Inter – Nuits Noires, Nuits Blanches, 2003-2004)
- Petits riens, grands festins – livre de cuisine (Editions Albin Michel, 2001)

## Récompenses
- 2020 : Prix du meilleur acteur pour 7 Minutes, 14e For Rainbow - Festival de Cinema e Cultura da Diversidade Sexual e de Gênero (Fortaleza/Brésil)[réf. nécessaire].